# Polyscias guilfoylei
Polyscias guilfoylei är en araliaväxtart som först beskrevs av W.Bull, och fick sitt nu gällande namn av Liberty Hyde Bailey. Polyscias guilfoylei ingår i släktet Polyscias och familjen Araliaceae. Inga underarter finns listade.

## Bildgalleri

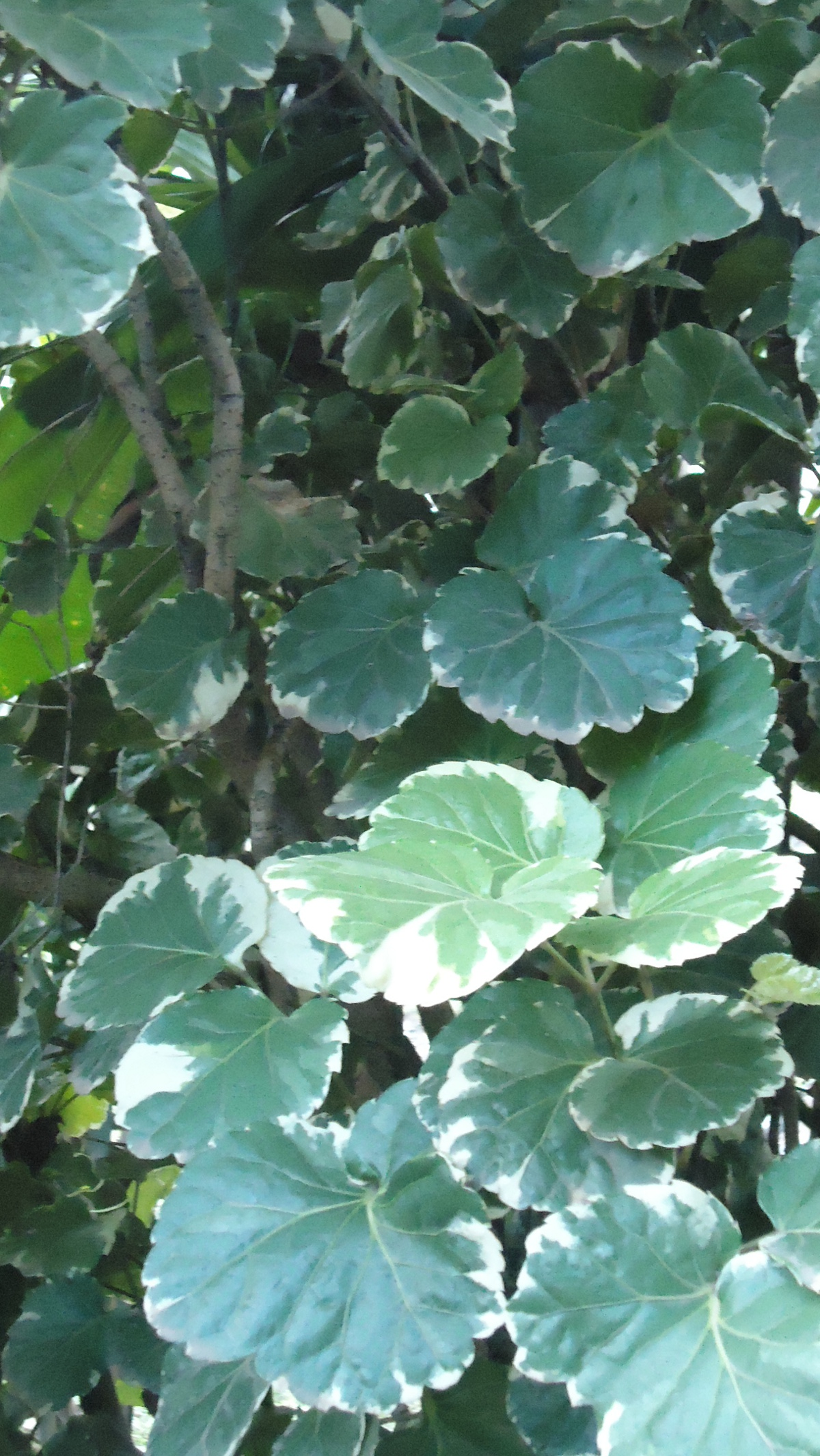
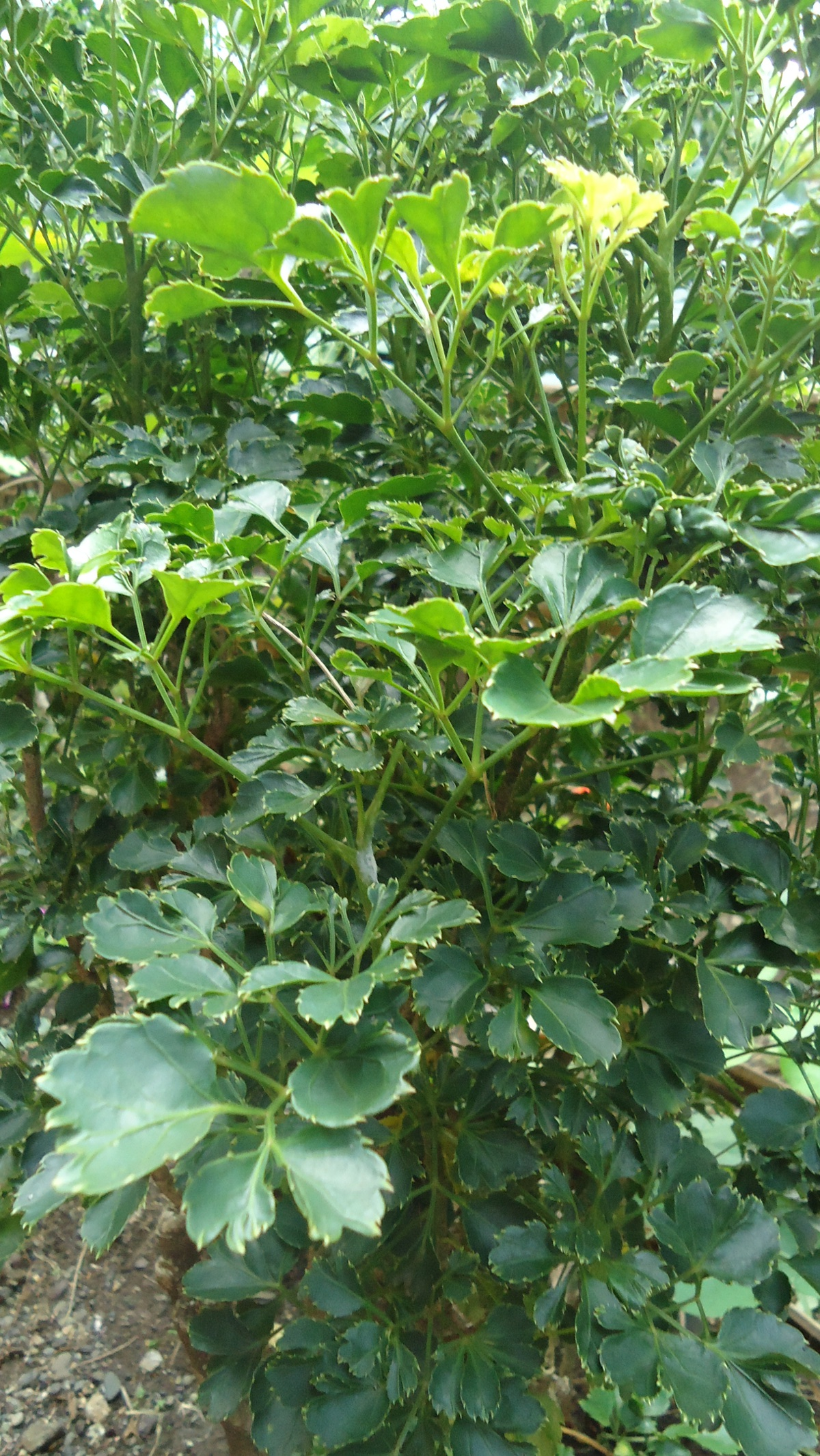